# Nikos Papas
Nikolaos (Nikos) Papas (gr. Νικόλαος (Νίκος) Παππάς; ur. 11 lipca 1990 w Amarusionie) – grecki koszykarz i polityk, poseł do Parlamentu Europejskiego X kadencji.

## Życiorys
Jako koszykarz grał na pozycji rzucającego obrońcy. Występował w klubach z Grecji, Hiszpanii, Izraela i Polski. W 2012 uczestniczył w drafcie NBA, nie został wówczas wybrany. Z młodzieżową drużyną Grecji zdobył m.in. złote medale mistrzostw Europy U-18 (2008) i U-20 (2009) oraz srebrny medal mistrzostw świata U-19 (2009). Z reprezentacją kraju wziął udział w mistrzostwach Europy w 2017. Karierę sportową zakończył w 2023.
W wyborach w 2024 z listy Syrizy uzyskał mandat posła do Parlamentu Europejskiego X kadencji.

## Osiągnięcia
Stan na 24 lutego 2021, na podstawie, o ile nie zaznaczono inaczej.

### Drużynowe
- Mistrz Grecji (2014, 2017–2020)
- Wicemistrz Grecji (2015, 2016)
- Zdobywca Pucharu Grecji (2014–2017, 2019)

### Indywidualne
- MVP:
  - meczu gwiazd ligi greckiej (2014)
  - 3. spotkania play-off Euroligi (2015)
- Najlepszy młody zawodnik ligi greckiej (2010)
- Zaliczony do I składu ligi greckiej (2013)
- Uczestnik greckiego meczu gwiazd (2013, 2014, 2018)

### Reprezentacja młodzieżowa
- Mistrz:
  - mistrzostw Europy U-20 (2009)
  - mistrzostw Europy U-18 (2008)
  - turnieju Alberta Schweitzera (2008)
  - ISF World Schools (2007)
- Wicemistrz:
  - mistrzostw świata U-19 (2009)
  - mistrzostw Europy U-20 (2010)
  - mistrzostw Europy U-18 (2007)
- MVP:
  - turnieju Alberta Schweitzera (2008)
  - ISF World Schools (2007)
- Zaliczony do I składu:
  - mistrzostw świata U-19 (2009)
  - mistrzostw Europy U-20 (2010)
  - mistrzostw Europy U-18 (2008)
  - turnieju Alberta Schweitzera (2008)
- Lider strzelców:
  - mistrzostw Europy U-20 (2010)
  - turnieju Alberta Schweitzera (2008)
  - ISF World Schools (2007)